# Fabio Roccheggiani
Fabio Roccheggiani (Falconara Marittima, 28 giugno 1925 – Tunisi, 25 aprile 1967) è stato un pittore, allenatore di calcio e calciatore italiano, di ruolo centrocampista.

## Biografia
Nativo di Falconara Marittima, che gli ha dedicato lo stadio cittadino, si trasferì a vivere a Tunisi ove sposò Janette, appartenente alla locale comunità maltese, da cui ebbe il figlio Andrea.
Contemporaneamente al calcio, si dedicò all'arte. Laureato all'accademia di belle arti di Firenze, nel 1959 inaugurò a Tunisi la sua prima mostra pittorica. A partire dagli anni '60 a numerose collettive e fu sempre presente al Salon Tunisien d'Art contemporain. Pur essendo abile nell'arte figurativa, eccelse nell'astratto e nel lettrismo. Fece parte con Nja Mahdaoui, Lotfi Larnaout, Sadok Gmech e Carlo Carrachi, del "Groupe des six", fondato nel 1963 da Néjib Belkhodja.

## Caratteristiche tecniche

### Allenatore
Alla guida del Club Africain adottò un sistema 4-2-4 modificato. Sviluppò i talenti dei suoi giocatori anche con metodi poco ortodossi, ad esempio costringendo ad allenarsi con una pallina di plastica, come capitò all'attaccante Mohamed Salah Jedidi.

## Carriera

### Calciatore
Giocò in patria nella Falconarese e nell'Ancona. Dal 1948 al 1950 giocò in Serie C con la Ternana, retrocedendo con le fere in promozione al termine del campionato 1949-1950.

### Allenatore
Nell'ottobre 1957 viene assunto dai tunisini del Club Africain. Roccheggiani trovò una squadra in difficoltà, formata da giocatori anziani: il tecnico italiano si impegnò quindi a ringiovanire la squadra, setacciando i campetti di periferia alla ricerca di giovani talenti. Si impegnò ad organizzare le strutture giovanili del club ed allo sviluppo dei talenti locali. Il suo lavoro, destinato a dare i suoi frutti nel tempo, portò il club capitolino alla vittoria del campionato 1963-1964 e della coppa di Tunisia 1964-1965. Roccheggiani morì di malattia nell'aprile 1967 e nei mesi seguenti il Club Africain realizzò il suo primo double, aggiudicandosi sia la coppa che il campionato. Al termine della vittoriosa finale di coppa contro l'Étoile du Sahel, i giocatori biancorossi portarono in trionfo il figlio settenne di Roccheggiani, Andrea, riconoscendo all'allenatore italiano il merito di questo successo.

## Statistiche

### Presenze e reti nei club
| Stagione        | Squadra         | Campionato      | Campionato | Campionato | Coppe nazionali | Coppe nazionali | Coppe nazionali | Coppe continentali | Coppe continentali | Coppe continentali | Altre coppe | Altre coppe | Altre coppe | Totale | Totale |
| Stagione        | Squadra         | Comp            | Pres       | Reti       | Comp            | Pres            | Reti            | Comp               | Pres               | Reti               | Comp        | Pres        | Reti        | Pres   | Reti   |
| --------------- | --------------- | --------------- | ---------- | ---------- | --------------- | --------------- | --------------- | ------------------ | ------------------ | ------------------ | ----------- | ----------- | ----------- | ------ | ------ |
| 1948-1949       | Ternana         | C               | 22         | 2          |                 | -               | -               | -                  | -                  | -                  | -           | -           | -           | 22     | 2      |
| 1949-1950       | Ternana         | C               | 33         | 0          |                 | -               | -               | -                  | -                  | -                  | -           | -           | -           | 33     | 0      |
| Totale Ternana  | Totale Ternana  | Totale Ternana  | 55         | 2          |                 | -               | -               |                    | -                  | -                  |             | -           | -           | 55     | 2      |
| Totale carriera | Totale carriera | Totale carriera | 55         | 2          |                 | -               | -               |                    | -                  | -                  |             | -           | -           | 55     | 2      |

## Palmarès

### Competizioni nazionali
- Campionato tunisino: 1

Club Africain: 1963-1964
- Coppa di Tunisia: 1

Club Africain: 1964-1965